# 42-мм пушка Гочкиса
42-мм горная пушка Гочкиса (M1875) — горная пушка, разработанная французской промышленной компанией Hotchkiss et Cie, основанной переехавшим во Францию американским изобретателем и предпринимателем Бенджамином Гочкисом в 1875 году. Использовалась армией США в течение последней четверти XIX столетия и в начале XX.
Лёгкая скорострельная пушка Гочкиса была одной из первых казнозарядных и вероятно первой казнозарядной пушкой армии США.
Она заменила устаревшую горную гаубицу (M1841) и использовалась в качестве кавалерийской артиллерии в Индейских войнах, включая Бойню на ручье Вундед-Ни, а также в Испано-американской войне и в Филиппино-американской войне.
Пушка разбиралась на две части для перевозки на мулах. Третий мул вёз боезапас. Таким образом пушки быстро транспортировались по пересечённой местности с кавалерийским полком.